# أبريل جايس

## احتراف الرياضة
جرت أبريل مع نخبة فريق الصحة، ولاحقاً مع نادي السادة الطراوديين. كانت بطلة مسار وملعب (تراك & فيلد) في الولايات المتحدة في كاليفورنيا الجنوبية في سباق مائة متر. وفازت أيضا بالمركز الثاني في سباق W35 Invitational الذي دعيت إليه من كلية سان أنطونيو خلف الأمريكية حاملة الرقم القياسي چوي ابشاو. صنفت أبريل من أفضل خمسة في الولايات المتحدة وكانت بطلة العالم 2011 في النهائي الفردي لمائة متر وفازت بالميدالية الذهبية في فريق الولايات المتحدة الأمريكية بالتبادل في 100×4 متر.